# Burg Immenhausen
Die Burg Immenhausen, auch Pascheburg genannt, ist eine abgegangene Höhenburg auf einem flachen Sporn bei 247 m ü. NN westlich der Kirche der Kleinstadt Immenhausen im Landkreis Kassel in Hessen.

## Lage
Burg Immenhausen liegt in Nordhessen etwa zwölf Kilometer nördlich der Innenstadt Kassels am Südwesthang des Reinhardswalds. Als Stadtburg diente sie zur Sicherung des Ortes. Ihre Reste liegen heute westlich der Stadtkirche St. Georg.

## Geschichte

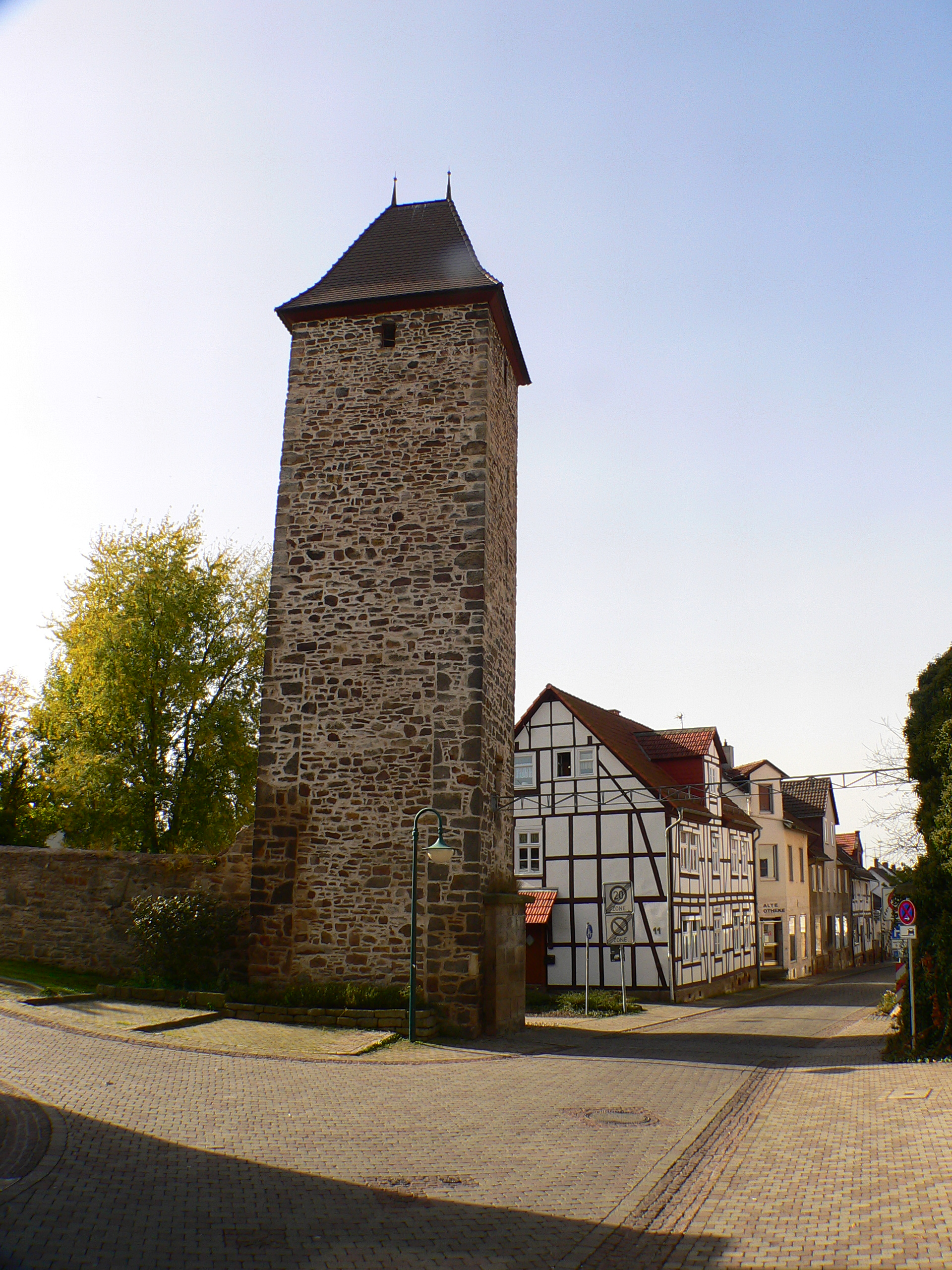
Der Eulenturm mit Stadtmauer (südwestliche Richtung), Bildmitte westlicher Zugang zum Ort, am rechten Bildrand (Norden) beginnt das ehemalige Burgareal

Ein Adelsgeschlecht von Immenhausen wurde bereits 1123 mit Burggraf Dudo de Emmenhusen auf der mainzischen Burg Rusteberg im Eichsfeld genannt. Schon 1189 starb das Geschlecht aus. Ob sie als Erbauer der Burg in Frage kommen, ist bis heute ungeklärt.
Die Burg muss aber bereits vor 1282 bestanden haben, denn sie wurde in diesem Jahr in einem Streit mit Kurmainz genannt. 15 Jahre später erwarb der hessische Landgraf Heinrich I. von Graf Otto von Everstein das Amt Grebenstein, gab dem Ort Emmenhusin 1298 Stadtrechte, wie aus einer Urkunde vom 2. November 1298 ersichtlich und ließ 1303 den Ort als Stadt aufbauen, befestigen und die Burg erneuern. Hans von Stockhausen oder Heinrich von Uffeln sind urkundlich bekannte hessische Burgmannen.
Bereits 1385, am 19. Juli, eroberten mainzische Truppen den Ort und zerstörten die Burg. Ort und Stadtmauer wurden wieder aufgebaut, die Burg selbst blieb jedoch Ruine und wurde später gänzlich abgebrochen.
Inzwischen wurden auf dem Burgstall die Fundamente der Burg freigelegt.